# Арфе-и-Вильяфанье, Хуан де
Хуан де Арфе-и-Вильяфанье (исп. Juan de Arfe y Villafañe; 1535, Леон — 1 апреля 1603, Мадрид) — испанский рисовальщик, живописец, гравёр, ювелир, мастер серебряных изделий (platería), учёный-анатом и теоретик искусства эпохи барокко немецкого происхождения. Его самые известные произведения — литые сидения из серебра для соборов Севильи, Вальядолида и Авилы. Он выполнял различные поручения короля Филиппа II. Он также опубликовал несколько трактатов об искусстве и ремёслах, которые получили широкое распространение.

## Биография и творчество
Хуан де Арфе был сыном ювелира, мастера изделий из серебра Антонио де Арфе и Марии де Бетансос-и-Вильяфанья. Его дедушкой был известный мастер по имени Энрике де Арфе. Его брат Антонио де Арфе-и-Вильяфанье был ювелиром и гравёром. По сведениям испанского историка ювелирного искусства Санса Серрано, Энрике происходил из города Эркеленц в районе Кёльна, Германия. Он мог пройти обучение в этом регионе или в городе Ахен. В районе между Маасом и Рейном существовали давние традиции ювелирного дела, восходящие к Средневековью. Местные мастера обрабатывали бронзу, латунь, железо и серебро. Их продукция экспортировалась во многие страны Европы. Энрике де Арфе эмигрировал в Испанию, в Леон, где он сначала был известен как Энрике де Колония (Enrique de Colonia), то есть Энрике из Кёльна. По словам историка Франсиско Хавьера Санчеса Кантона, в его работе об Арфе (1920) Энрике был уроженцем рейнского города под названием Харф.
Хотя Хуан родился в Леоне в 1535 году, когда он был ещё молод, переехал с отцом в Вальядолид, где начал изучать ювелирное ремесло. В 1562 году он женился на Ане Мартинес де Каррион в Вальядолиде. В 1563 году у них родилась единственная дочь Германа, которая в 1596 году вышла замуж за серебряного мастера Лесмеса Фернандеса дель Морала.
Его брат Антонио де Альфаро был гравёром книжных иллюстраций к книгам. Хуан де Арфе изучал анатомию в Толедо и Саламанке. В Вальядолиде работал ювелиром, в основном по заказам церквей и соборов, изготавливая реликварии-монстранцы и другие ритуальные предметы для церквей многих городов, включая Авилу, Севилью и Бургос. В то же время он был архитектором и скульптором, работал гравёром по дереву, а также был пробирщиком монетного двора в Сеговии.
В 1579 году он переехал в Севилью. В 1580 году принял участие в конкурсе на создание монстранции (дароносицы) для севильского собора. Монстранция Севильского собора имеет высоту 3,80 метра. По словам самого Хуана де Арфе, это его лучшая работа отчасти потому, что ему пришлось конкурировать в соревновании с двумя другими признанными мастерами. Иконография декора была создана каноником Франсиско Пачеко, дядей художника того же имени. С 1589 по 1595 год он жил и работал в Бургосе. Хуан де Арфе был членом Братства Девы Вальядолидской и Сан-Элоя Вальядолидского (Hermandad de la Virgen de Val y San Eloy de Valladolid), гильдии серебряных дел мастеров. Историк Хосе Альберих описал его как «испанского Челлини».
Арфе-и-Вильяфанье написал несколько книг, самой известной из которых была «Различные измерения в скульптуре и архитектуре» (De varia commensuración para la Esculptura y Architectura). В 1585 году в Севилье были изданы только первые две книги из четырёх. Полностью это сочинение опубликовано в 1587 году, переиздано в 1736 году с дополнениями Педро Энгеры. Каждая из четырёх книг, составляющих трактат, посвящена одному из предметов профессии Арфе-и-Вильяфанье.
В первой книге кратко обсуждается геометрия и подробно излагается гномоника (наука о движении Солнца и системах измерений солнечных часов). Вторая книга посвящена анатомии человеческого тела. В этой книге подробно изучаются размеры и пропорции тел человека и животных: впервые рассматриваются отдельно кости (остеология) и мышцы (миология). Автор комплиментарно ссылается на Дюрера и его исследования пропорций тела человека. Третья книга содержит множество иллюстраций с изображениями животных, четвероногих и птиц. Четвёртая книга посвящена исключительно архитектуре и тесно связанным с ней темам. Все книги содержат множество гравюр на дереве, некоторые на всю страницу, а другие включены в текст.
Книга «Измеритель золота, серебра и камней» (Quilatador de oro, plata y piedras) была опубликована в Вальядолиде в 1572 году. В 1598 году, когда Хуан де Арфе был старшим пробирщиком монетного двора Сеговии, он опубликовал второе, более объёмное издание. Третье издание, вышедшее в 1678 году, представляло собой переработку первых двух. Эта книга получила широкое распространение среди ювелиров и, прежде всего, среди мастеров-серебряников.
Книга «Описание строения и украшения серебряной кустодии Санта-Иглесия-де-Севилья» (Descripción de la traça y ornato de la custodia de plata de la Santa Yglesia de Sevilla, 1587) посвящена истории создания и описанию его собственного произведения: дароносицы Севильского собора.
Хуан де Арфе был близким другом дона Хосе Веласкеса де Медрано, серебряных дел мастера, возведённого в ряды лучших «скульпторов серебра и золота», обученных Хуаном де Арфе-и-Вильяфанье. Хуан де Арфе переехал в Мадрид за несколько лет до своей смерти и провёл там последние годы своей жизни, прежде чем умер по неизвестным причинам 1 апреля 1603 года.

## Галерея
- Кустодия собора Вальядолида в процессии праздника «Тела и Крови Христовых» (Corpus Christi)
- Монстранция собора Спасителя Авилы. 1571. Серебро. Музей собора, Авила
- Надгробие архиепископа Кристобаля де Рохаса. Коллегиальная церковь Сан-Педро в городе Лерма, Бургос
- Монстранция собора Севильи
- Надгробие герцога Лермы. Коллегио Сан-Грегорио, Вальядолид